# Theda Ukena
Theda Ukena est une noble de Frise orientale née en 1432 à Oldersum et morte le 16 novembre 1494 à Greetsiel. Deuxième femme du comte Ulrich Ier, elle assure la régence du comté de Frise orientale au nom de leurs fils de 1466 à 1491.

## Biographie
Theda est la fille d'Uko Fockena (de), seigneur du Moormerland, et de sa femme Heba Attena (de). Son grand-père paternel est Focko Ukena (de), un grand chef de guerre frison du début du XVe siècle qui résiste victorieusement aux tentatives de la famille tom Brok d'unifier la Frise orientale sous leur autorité.
Le 1er juin 1455, Theda épouse Ulrich Cirksena au château de Berum (de). Elle lui apporte en héritage le Moormerland, ce qui renforce la puissance de la famille Cirksena. Ulrich est élevé en 1464 au rang de comte d'Empire par l'empereur Frédéric III, devenant ainsi le premier comte de Frise orientale.
À sa mort, le 27 septembre 1466, Ulrich laisse six enfants de son mariage avec Theda, dont trois fils, Ennon, Edzard et Uko. Comme ils sont encore trop jeunes pour régner, Theda assure la régence du comté de Frise orientale. Son autorité ne semble pas avoir été remise en question par les chefs frisons ; Sibet Attena (en) la soutient en échange de la reconnaissance de l'indépendance du Harlingerland. Elle résiste victorieusement au comte d'Oldenbourg Gérard le Belliqueux, qui ambitionne de conquérir Aurich en s'alliant au duc de Bourgogne Charles le Téméraire. La mort du duc, en 1477, met un terme à ses projets.
Theda abandonne progressivement le gouvernement du comté à ses fils à partir des années 1480. Son fils aîné, Ennon, trouve la mort en 1491 lors d'une querelle avec un noble westphalien. Le cadet, Edzard, devient alors comte de plein droit. Theda meurt trois ans plus tard et est inhumée à l'abbaye de Marienthal (de) à Norden.